# Mirjam Zadoff

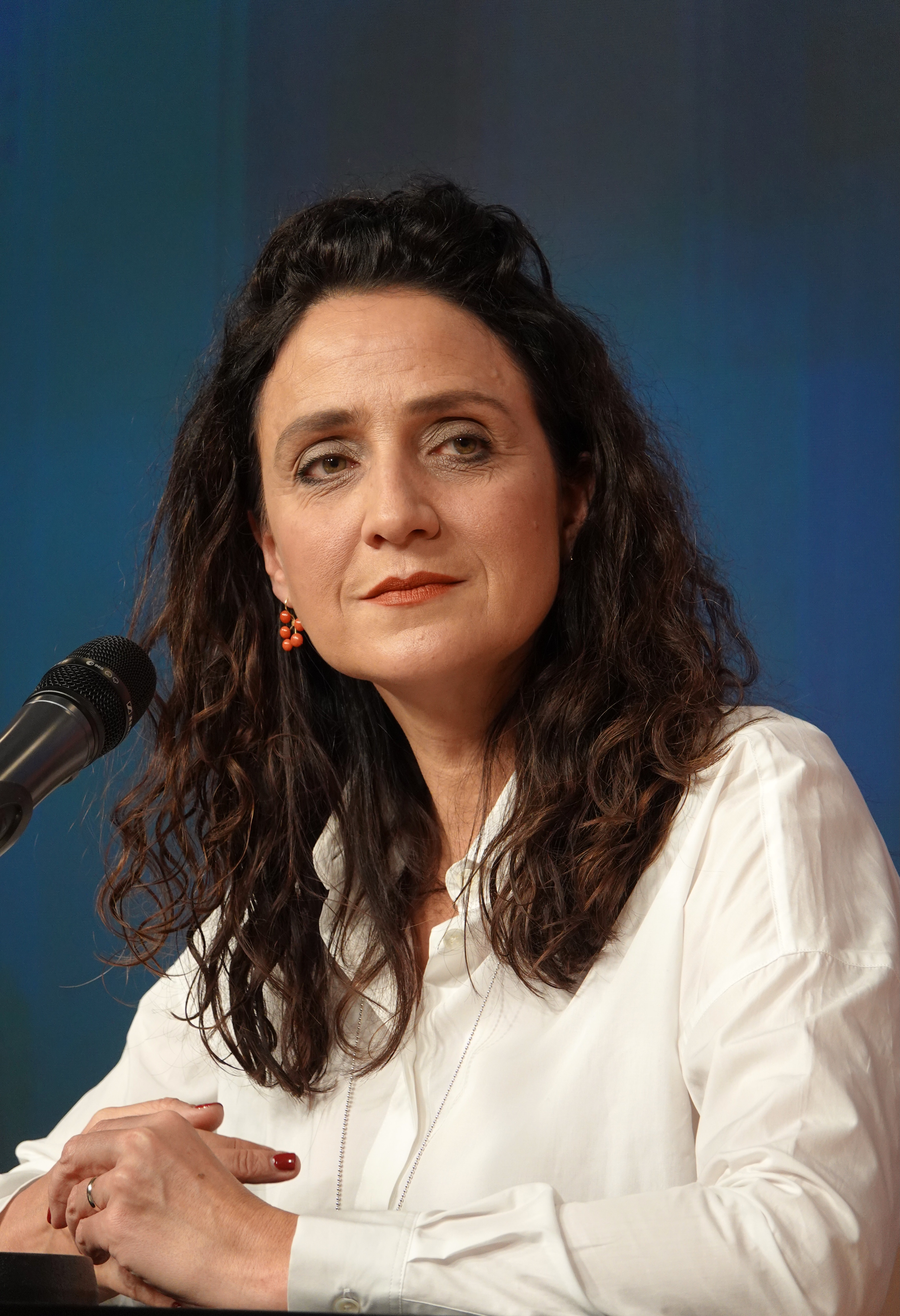
Mirjam Zadoff 2023

Mirjam Zadoff (geb. 21. Februar 1974 in Innsbruck als Mirjam Triendl) ist eine österreichische Historikerin und Hochschullehrerin. Von 2014 bis 2019 war sie Professorin für Geschichte und Jüdische Studien an der Indiana University Bloomington. Seit 2018 ist sie Direktorin des NS-Dokumentationszentrum München.

## Leben
Mirjam Zadoff studierte Geschichte und Judaistik an der Universität Wien. Von 2001 bis 2002 war sie Mitglied der Historikerkommission der Republik Österreich, die im Auftrag der österreichischen Regierung den „Vermögensentzug“ während der Zeit des Nationalsozialismus sowie seither erfolgte Rückgaben bzw. Entschädigungsmaßnahmen erforschte.
2006 promovierte sie summa cum laude bei Michael Brenner in den Fächern Neuere und Neueste Geschichte sowie Jüdische Geschichte und Kultur an der Ludwig-Maximilians-Universität München (LMU). Ihre Dissertationsschrift Nächstes Jahr in Marienbad. Gegenwelten jüdischer Kulturen der Moderne wurde von der LMU mit dem Dissertations-Preis und von der Bayerischen Akademie der Wissenschaften mit dem Preis der Peregrinus-Stiftung ausgezeichnet. Die englische Übersetzung erhielt den Salo W. Baron Prize der American Academy for Jewish Research. 2014 veröffentlichte Mirjam Zadoff ihre Habilitationsschrift Der rote Hiob. Werner Scholem. Ein Deutsches Leben im Verlag Carl Hanser (ausgezeichnet mit dem Fraenkel Prize in Contemporary History der Wiener Library, London).
Von 2014 bis 2019 war sie Professorin für Geschichte und Inhaberin des Alvin H. Rosenfeld Lehrstuhls für Jüdische Studien an der Indiana University Bloomington. Gastprofessuren und Stipendien brachten sie nach Berkeley, Zürich, Berlin, Augsburg, London und Jerusalem.
Seit Mai 2018 leitet sie als Nachfolgerin des Gründungsdirektors Winfried Nerdinger das NS-Dokumentationszentrum München und verantwortet dort das Ausstellungs-, Veranstaltungs- und Bildungsprogramm. Daneben unterrichtet sie als Lehrbeauftragte an der LMU München sowie der Technischen Universität München (TUM).
Mirjam Zadoff ist außerordentliches Mitglied der Bayerischen Akademie der Wissenschaften, Mitglied im Hochschulrat der Akademie der Bildenden Künste München und im Kuratorium der TUM sowie in den Beiräten zahlreicher Ausstellungen, u. a. des geplanten Holocaust Memorial des Kanton St. Gallen.
Sie ist mit dem Historiker Noam Zadoff verheiratet und lebt in München.

## Publikationen (Auswahl)
Aufgelistet in der Reihenfolge ihres Erscheinens auf Deutsch:

### Autorin
- Mit Gabriele Anderl, Edith Blaschitz, Sabine Loitfellner, Niko Wahl: Vermögensentzug während der NS-Zeit sowie Rückstellungen und Entschädigungen seit 1945 in Österreich: „Arisierung“ von Mobilien. In: Veröffentlichungen der Österreichischen Historikerkommission. Band 15. Oldenbourg, Wien 2004, S. 9783702905170.
- Nächstes Jahr in Marienbad. Gegenwelten jüdischer Kulturen der Moderne. Vandenhoeck & Ruprecht, Göttingen 2007, ISBN 3-525-56995-5.[11]
  - englischsprachige Ausgabe: Next year in Marienbad. The lost worlds of Jewish spa culture. University of Pennsylvania Press, Philadelphia 2012. ISBN 978-0-8122-0755-2.
  - tschechische Ausgabe: Tak napřesrok v Marienbadu. Ztracené světy židovských lázeňských kultur. Nakladatelství Lidové noviny, Prag 2017.
- Der Rote Hiob. Das Leben des Werner Scholem. Hanser, München 2014, ISBN 978-3-446-24622-5.[12]
  - englischsprachige Ausgabe: Werner Scholem. A German Life. University of Pennsylvania Press, Philadelphia 2018, ISBN 978-0-8122-4969-9.
- Mit Heike Paul, Stefanie Schüler-Springorum, Noam Zadoff: Four Years after. Ethnonationalism, Antisemitism and Racism in Trump’s America. München: Winter Verlag 2020, ISBN 978-3-8253-4782-6
- Gewalt und Gedächtnis: Globale Erinnerung im 21. Jahrhundert, Hanser, München 2023, ISBN 978-3-446-27807-3[13]

### Herausgeberin
- Mit Noam Zadoff (Hrsg.): Scholar and Kabbalist: The Life and Work of Gershom Scholem. In: IJS Studies in Judaica. Band: 19. Brill, Boston 2018, ISBN 978-90-04-38739-3.
- Mit Andreas Brunner, Barbara Staudinger, Hannes Sulzenbacher (Hrsg.): Die Stadt ohne – Juden Ausländer Muslime Flüchtlinge (Ausstellungskatalog). München: Hirmer Verlag 2019, ISBN 978-3-7774-3337-0[14]
- Mit Nicolaus Schafhausen (Hrsg.): Tell me about yesterday tomorrow. Über die Zukunft der Vergangenheit. München: Hirmer Verlag 2021, ISBN 978-3-7774-3542-8[15]
- Mit Udo Kittelmann, Nicolaus Schafhausen (Hrsg.): Annette Kelm. Die Bücher. König Verlag 2022, ISBN 978-3-7533-0162-4[16]
- Mit Matthias Bahr, Peter Poth (Hrsg.): „Aus der Erinnerung für die Gegenwart leben“. Geschichte und Wirkung des Shoah-Überlebenden Ernst Grube. In: Public Memory. Band 1, Wallstein Verlag, 2022, ISBN 978-3-8353-5258-2[17]
- Mit Ulla-Britta Vollhardt (Hrsg.): „Wichtiger als unser Leben“. Das Untergrundarchiv des Warschauer Ghettos. Ausstellungskatalog. Wallstein Verlag, 2023 (engl. und dt. Ausgabe), ISBN 978-3-8353-5492-0[18]
- Mit Karolina Kühn (Hrsg.): To Be Seen. Queer Lives 1900-1950. Ausstellungskatalog. Hirmer Verlag 2023 (engl./dt.), ISBN 978-3-7774-3992-1[19]

## Auszeichnungen
- 2003: Theodor-Körner-Preis[20]
- 2007: Preis der Peregrinus-Stiftung[20]
- 2012: Salo W. Baron Prize[20]
- 2014: Ernst Fraenkel Prize in Contemporary History[20]
- 2020: Shortlist ART Kuratorenpreis 2020 (Covid-bedingt nicht verliehen)
- 2023: Bayerischer Verdienstorden[21]
- 2024: Thomas-Dehler-Preis der Thomas-Dehler-Stiftung[22]